# De Oversteek (filmproject)
De Oversteek is een filmproject dat jonge filmregisseurs de kans geeft om een bioscoopfilm te maken.
In 1996 had Motel Films het plan om vijf films te maken in samenwerking met VPRO en het Nederlands Filmfonds. Deze films zouden bij elkaar net zoveel subsidie moeten krijgen als normaal gesproken één Nederlandse film. Het plan werd omgedoopt tot Route 2000 en uiteindelijk werden niet vijf, maar vier films gerealiseerd (in samenwerking met ook andere jonge Nederlandse producers). Dit was het begin van een terugkerend project voor beginnende filmmakers. Onder meer Martin Koolhoven, Nanouk Leopold, Paula van der Oest en David Lammers maakten een film in de reeks. De bekendste films die het opleverde zijn waarschijnlijk De Poolse bruid, Guernsey en Nothing Personal.
Na Route 2000 volgde in 2001 No More Heroes. Daarna veranderde de titel in De Oversteek. In 2010 werd aangekondigd dat het een jaarlijks terugkomend project zou worden. Ieder jaar zullen er drie films gemaakt worden en behalve de VPRO doen nu ook AVRO en NPS mee.
Behalve regisseurs, maakten ook een aantal later bekende acteurs hun bioscoopdebuut in een Oversteek-film. Dit geldt onder meer voor: Carice van Houten, Thekla Reuten, Theo Maassen, Maria Kraakman, Melody Klaver en Dragan Bakema.

## Route 2000 - 1998
- De Poolse bruid (van Karim Traïdia)
- De trip van Teetje (van Paula van der Oest)
- Temmink (van Boris Paval Conen)
- fl 19,99 (van Mart Dominicus)

## No More Heroes - 2001
- AmnesiA (regie en scenario: Martin Koolhoven, geproduceerd door Motel Films)
- Îles flottantes (regie en scenario: Nanouk Leopold, geproduceerd door Circe Films)
- Drift (regie Michiel van Jaarsveld, scenario Jacqueline Epskamp, geproduceerd door Waterland Film)
- Met grote blijdschap (regie: Lodewijk Crijns, scenario: Kim van Kooten, geproduceerd door Waterland Film)
- Monte Carlo (regie Norbert ter Hall, scenario Robert Alberdingk Thijm], geproduceerd door IJswater Films)

### Debuut
De films betekende niet alleen het bioscoopdebuut voor regisseurs Koolhoven, Leopold, Ter Hall en Van Jaarsveld (Crijns was al eerder gedebuteerd met Jezus is een Palestijn, maar ook voor de acteurs Carice van Houten, Theo Maassen, Maria Kraakman en Dragan Bakema.

### Ontvangst
De vier films die op het Filmfestival Rotterdam in première gingen werden redelijk tot goed ontvangen. Later zouden op het Nederlands Film Festival zouden ze alle vier een prijs winnen.
Drift won de prijs van de jonge jury, Îles flottantes de Prijs van de Stad Utrecht en AmnesiA en Met grote blijdschap wonnen ieder zelfs een Gouden Kalf: AmnesiA voor Beste Acteur en Met grote blijdschap voor Beste Scenario.
Monte Carlo werd minder goed ontvangen. Geen van de films wist in de bioscopen veel bezoekers te trekken.

## De Oversteek - 2005/2006
- Guernsey (van Nanouk Leopold)
- Langer Licht (van David Lammers)
- Diep (van Simone van Dusseldorp)
- Het Zwijgen (van André van der Hout en Adri Schrover)

## De Oversteek II - 2009/2010
- Nothing Personal (van Urszula Antoniak)
- Shocking Blue (van Marc de Cloe)
- R U There (van David Verbeek)
- Human Race (uitgebracht als A Long Story) (van Jorien van Nes)

## De Oversteek III - 2011
- Lotus (van Pascale Simons)
- 170 Hz (van Joost van Ginkel)
- Hemel (van Sacha Polak)

## De Oversteek IV - 2013
Voor de Oversteek IV zijn negen projecten geselecteerd, waarvan er uiteindelijk drie gemaakt zullen worden.
Deze projecten zijn:
- Sehnsucht, Michiel ten Horn/Anne Barnhoorn PUPKIN FILM
- Brussel, Martijn Maria Smits/Bastiaan Kroeger DE PRODUCTIE
- Lost Paradise, Margot Schaap PUPKIN FILM
- Stockholm, Tallulah H. Schwab/Reint Schölvinck ISABELLA FILMS
- Geen naam, Marco van Geffen/Jolein Laarman LEMMING FILM
- Matterhorn, Diederik Ebbinge COLUMN FILM
- Zweet, Jacqueline van Vugt IDTV FILM

Twee projecten die in 2009 zijn gehonoreerd met een ontwikkelingssubsidie in het kader van De Oversteek 3, zijn nogmaals geselecteerd. Deze ontvangen nu geen financiële bijdrage.
- Zwarte Zee, Jorien van Nes/Lotje IJzermans CIRCE FILMS
- Pindakaas Hagelslag, Iván López Núñez/Rogier de Blok IDTV FILM